# 淡绿叶卫矛
淡绿叶卫矛（學名：Glyptopetalum pallidifolius）为卫矛科溝瓣屬的植物，为台灣特有植物。僅分布在恆春半島南端低海拔高位珊瑚礁岩，故又名恆春衛矛。